# Jim Gottfridsson

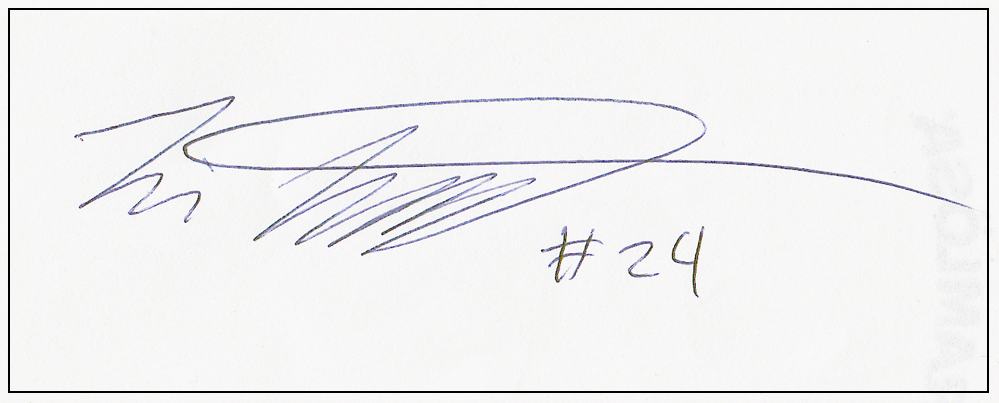
Jim Gottfridsson – Autograf 2013

Jim Gottfridsson (* 2. September 1992 in Ystad) ist ein schwedischer Handballspieler.

## Karriere

### Verein
Jim Gottfridsson begann im Alter von vier Jahren mit dem Handball. Bis 2011 spielte der 1,90 Meter große Rückraumspieler bei IFK Ystad HK, dann wechselte er in die Elitserien zu Ystads IF HF. Ab der Saison 2013/14 lief er in der deutschen Handball-Bundesliga für die SG Flensburg-Handewitt auf, mit der er 2014 die EHF Champions League gewann. Nach der Saison 2013/14 verlängerte er seinen ursprünglich bis 2015 laufenden Vertrag in Flensburg vorzeitig um zwei Jahre bis 2017. 2015 gewann er mit der SG den DHB-Pokal sowie 2018 und 2019 die deutsche Meisterschaft. Gottfridsson wurde zu Schwedens Handballer der Saison 2017/18 gewählt. 2021 wurde er zum MVP der deutschen Bundesliga gewählt. Bei der Wahl zum Welthandballer des Jahres 2021 belegte er mit 0,25 % Rückstand den zweiten Platz hinter Niklas Landin Jacobsen. 2024 und 2025 gewann er mit der SG die EHF European League.
Seit der Saison 2025/26 läuft Gottfridsson für den ungarischen Erstligisten Pick Szeged auf.

### Nationalmannschaft
Bei der U-19-Weltmeisterschaft 2011 in Argentinien, wo er mit der schwedischen Junioren-Nationalmannschaft Dritter wurde, war er mit 58 Treffern erfolgreichster Torschütze.
Für die schwedische Nationalmannschaft bestritt Jim Gottfridsson bisher 174 Länderspiele, in denen er 534 Tore erzielte. Er nahm an den Olympischen Spielen 2016 in Rio de Janeiro teil. Bei der Europameisterschaft 2018 in Kroatien gewann er mit dem schwedischen Team die Silbermedaille und wurde zum besten Spieler (MVP) des Turniers gewählt. Bei der Weltmeisterschaft 2021 gewann er erneut Silber und wurde ins All-Star-Team gewählt. Mit Schweden erreichte er das Viertelfinale bei den Olympischen Spielen in Tokio. Bei der Europameisterschaft 2022 konnte er mit dem schwedischen Team den Turniersieg erringen und wurde zum besten Spieler des Turniers gewählt. Beim Gewinn der Bronzemedaille bei der Europameisterschaft 2024 bestritt er alle neun Spiele und warf 23 Tore. Bei der Weltmeisterschaft 2025 warf er 12 Tore in sechs Spielen und belegte mit dem Team den 14. Platz.

## Bundesligabilanz
| Saison    | Verein                 | Spielklasse | Spiele | Tore | 7-Meter | Feldtore |
| --------- | ---------------------- | ----------- | ------ | ---- | ------- | -------- |
| 2013/14   | SG Flensburg-Handewitt | Bundesliga  | 34     | 72   | 0       | 72       |
| 2014/15   | SG Flensburg-Handewitt | Bundesliga  | 12     | 20   | 0       | 20       |
| 2015/16   | SG Flensburg-Handewitt | Bundesliga  | 20     | 33   | 0       | 33       |
| 2016/17   | SG Flensburg-Handewitt | Bundesliga  | 27     | 43   | 0       | 43       |
| 2017/18   | SG Flensburg-Handewitt | Bundesliga  | 22     | 35   | 0       | 35       |
| 2018/19   | SG Flensburg-Handewitt | Bundesliga  | 32     | 87   | 0       | 87       |
| 2019/20   | SG Flensburg-Handewitt | Bundesliga  | 27     | 101  | 19      | 82       |
| 2020/21   | SG Flensburg-Handewitt | Bundesliga  | 38     | 177  | 15      | 162      |
| 2021/22   | SG Flensburg-Handewitt | Bundesliga  | 30     | 115  | 3       | 112      |
| 2022/23   | SG Flensburg-Handewitt | Bundesliga  | 18     | 47   | 1       | 46       |
| 2023/24   | SG Flensburg-Handewitt | Bundesliga  | 26     | 78   | 1       | 77       |
| 2024/25   | SG Flensburg-Handewitt | Bundesliga  | 33     | 52   | 0       | 52       |
| 2013–2025 | gesamt                 | Bundesliga  | 319    | 860  | 39      | 811      |

Quelle: Spielerprofil bei der Handball-Bundesliga